# Henderson Cisz
Henderson Cisz (Mandaguaçu, 1960) is een Braziliaans schilder. Hij is vooral bekend door zijn schilderingen van bekende plekken in Londen, Parijs, New York en Venetië.

## Biografie
Cisz begon met schilderen toen hij 14 was. Later werkte hij in het bankwezen. In 1986 gaf hij zijn baan op, en ging in Londen wonen om als artiest te leven. Sindsdien heeft hij veel gereisd, door Europa, Zuid-Amerika en Australië. Zijn reizen zijn een belangrijke inspiratiebron voor zijn schilderijen. Hij schildert bekende stadsgezichten, vaak in de regen. Daarbij gebruikt hij overwegend koele kleuren. Zijn werk is op verschillende internationale kunstbeurzen tentoongesteld. Cisz is uitgeroepen tot Artist of the Year 2007 en 2009 door het Fine Art Trade Guild.